# 36 (nombre)
Pour les articles homonymes, voir 36 (homonymie).
Le nombre 36 (trente-six) est l'entier naturel qui suit 35 et qui précède 37.

## En mathématiques
Le nombre 36 est :
- un nombre hautement composé donc pratique ;
- le 6e nombre carré (carré de 6) et le 8e nombre triangulaire (somme des entiers de 1 à 8), ce qui en fait un nombre carré triangulaire ;
- un nombre composé trois fois brésilien car 36 = 448 = 3311 = 2217 ;
- l'indice du nombre triangulaire 666 (somme des entiers de 1 à 36) ;
- le 3e nombre 13-gonal ;
- un nombre Harshad en base dix ;
- la somme de deux nombres premiers jumeaux (17 + 19) ;
- la somme des cubes des entiers 1, 2 et 3 ;
- le plus petit nombre n pour lequel l'équation φ(x) = n possède exactement 8 solutions ;
- la plus grande base que la commande BaseForm de Mathematica peut fournir puisqu'elle représente la base 36 avec les chiffres de 0 à 9 et les lettres de A à Z.

## En religion
Le nombre 36 est :
- le numéro de la sourate Ya Sin dans le Coran ;
- lié à un précepte talmudique selon lequel à chaque génération 36 justes saluent la Shekhina, la présence divine (Traité du Sanhédrin 97b ; Traité de Sukkah 45b)[1] ;
- en astrologie, le nombre de décans  (soit 3 × 12 mois) ;
- une subdivision du compas euclidien ; la première division est constituée en douze parties égales, chacune divisées en trois parties formant 36 parties[2] ;
- le nombre de colonnes historiées du temple d'Artémis à Éphèse[3] ;
- un nombre assimilé à la tétraktys[4].

## Dans d'autres domaines
Le nombre 36 est aussi :
- le numéro atomique du krypton ;
- sur un piano, le nombre de touches noires ;
- l'indicatif téléphonique international pour appeler la Hongrie ;
- le nombre dans l'expression française : En voir 36 chandelles. Ce nombre est parfois synonyme de beaucoup : « il n'y a pas 36 solutions ». Il marque l'impossibilité dans l'expression  « ce n'est pas tous les 36 du mois » ;
- le numéro du département français de l'Indre ;
- le nombre d'années de mariage des noces de mousseline ;
- certains ordinateurs sont 36 bits ;
- le fœtus humain achève son développement autour de la 36e semaine de gestation ;
- le nombre dans la locution canon de 36 livres (canon désigné par le poids de ses boulets).